# Bob ai VI Giochi olimpici invernali
Ai VI Giochi olimpici invernali svoltisi nel 1952 a Oslo (Norvegia) vennero assegnate due medaglie, bob a 2 e bob a 4 maschili.

## Calendario
| Uomini | Bob a due | Bob a due |  |  |  |  |  | Bob a quattro | Bob a quattro |   |
| Finali |           | 1         |  |  |  |  |  |               | 1             | 2 |

## Atleti iscritti
| America (14)                                            | America (14)                                            |
| ------------------------------------------------------- | ------------------------------------------------------- |
| - Argentina (4)                                         | - Stati Uniti (10)                                      |
| Europa (57)                                             |                                                         |
| - Austria (8) - Belgio (4) - Francia (5) - Germania (6) | - Italia (8) - Norvegia (9) - Svezia (9) - Svizzera (8) |

## Podi

### Uomini
| Evento                   | Oro                                                                  | Tempo   | Argento                                                                                       | Tempo   | Bronzo                                                                   | Tempo   |
| Bob a due (dettagli)     | Germania I Andreas Ostler Lorenz Nieberl                             | 5:24.54 | Stati Uniti I Stanley Benham Patrick Henry Martin                                             | 5:26.89 | Svizzera I Fritz Feierabend Stephan Waser                                | 5:27.71 |
| Bob a quattro (dettagli) | Germania I Andreas Ostler Friedrich Kuhn Lorenz Nieberl Franz Kemser | 5:07.84 | Stati Uniti I Stanley Benham Patrick Henry Martin Howard Wallace Crossett James Neil Atkinson | 5:10.48 | Svizzera I Fritz Feierabend Albert Madörin André Filippini Stephan Waser | 5:11.70 |

## Medagliere
| Posizione | Paese       |   |   |   | Totale |
| --------- | ----------- | - | - | - | ------ |
| 1         | Germania    | 2 | 0 | 0 | 2      |
| 2         | Stati Uniti | 0 | 2 | 0 | 2      |
| 3         | Svizzera    | 0 | 0 | 2 | 2      |
| Totale    | Totale      | 2 | 2 | 2 | 6      |